# إيرل رايت
إيرل رايت (بالإنجليزية: Earl Wright)‏ هو كاتب أغاني ومغني أمريكي، ولد في 27 سبتمبر 1948، وتوفي في 7 أغسطس 2013.